# Lkhagvadojiin Balkhjav
 (février 2021).
Lkhagvadojiin Balkhjav (mongol : Лхагвадоржийн Балхжав) ou en occident Balkhjav Lkhagvadoj, né le 19 avril 1959, est un compositeur et homme d'affaires mongol de Mongolie. Il possède également la chaîne de télévision mongole Ulanbaatar Television (mn) (Улаанбаатар телевиз).
Il a composé la musique d'un important nombre de films réalisés en Mongolie.

## Discographie
- 2003 : Jinjiimaa (mn) (Жинжиймаа)
- 2008 : Pearl bracelet (урэн бугуивч, Shuren buguivch)
- 2010 : Mamma Mia
- 2011 : Unforgettable Fall
- 2013 : Garden of Wild Flowers (Зэрлэг цэцэгсийн хүлэмж, Zerleg tsetsgiin Khulemj)
- 2014 : The heart breaker (Зурхээр Наадагч, Zurkheer naadagch)
- 2015 : The Encounter (Учрал,; Uchral)
- 2015 : Sodura (Содура), également producteur
- 2015 : In Love
- 2016 : The Station
- 2018 : The Legend of Gobi (Говийн домог, Goviin domog) , également producteur
- 2020 : Daughters in Law

Série télévisée
- 2012 : Land of Rising Sun (Наран мандах нутаг, Naran mandakh nutag)